# عملیات طوفان
عملیات طوفان (کرواتی: Operacija Oluja) آخرین نبرد سنگین در جنگ استقلال کرواسی و یکی از تاثیرگذارترین نبردها در پایان جنگ بوسنی بود.در این عملیات ارتش کرواسی توانست ۱۰٬۴۰۰ کیلومتر مربع از خاک جمهوری صرب کراینا و استان خودمختار غرب بوسنی را بدست‌آورد و ارتش جمهوری بوسنی و هرزگوین توانست محاصره بیهاچ را بشکند.این نبرد بزرگترین نبرد زمینی از جنگ جهانی دوم تا آن‌زمان بود.